# Abri

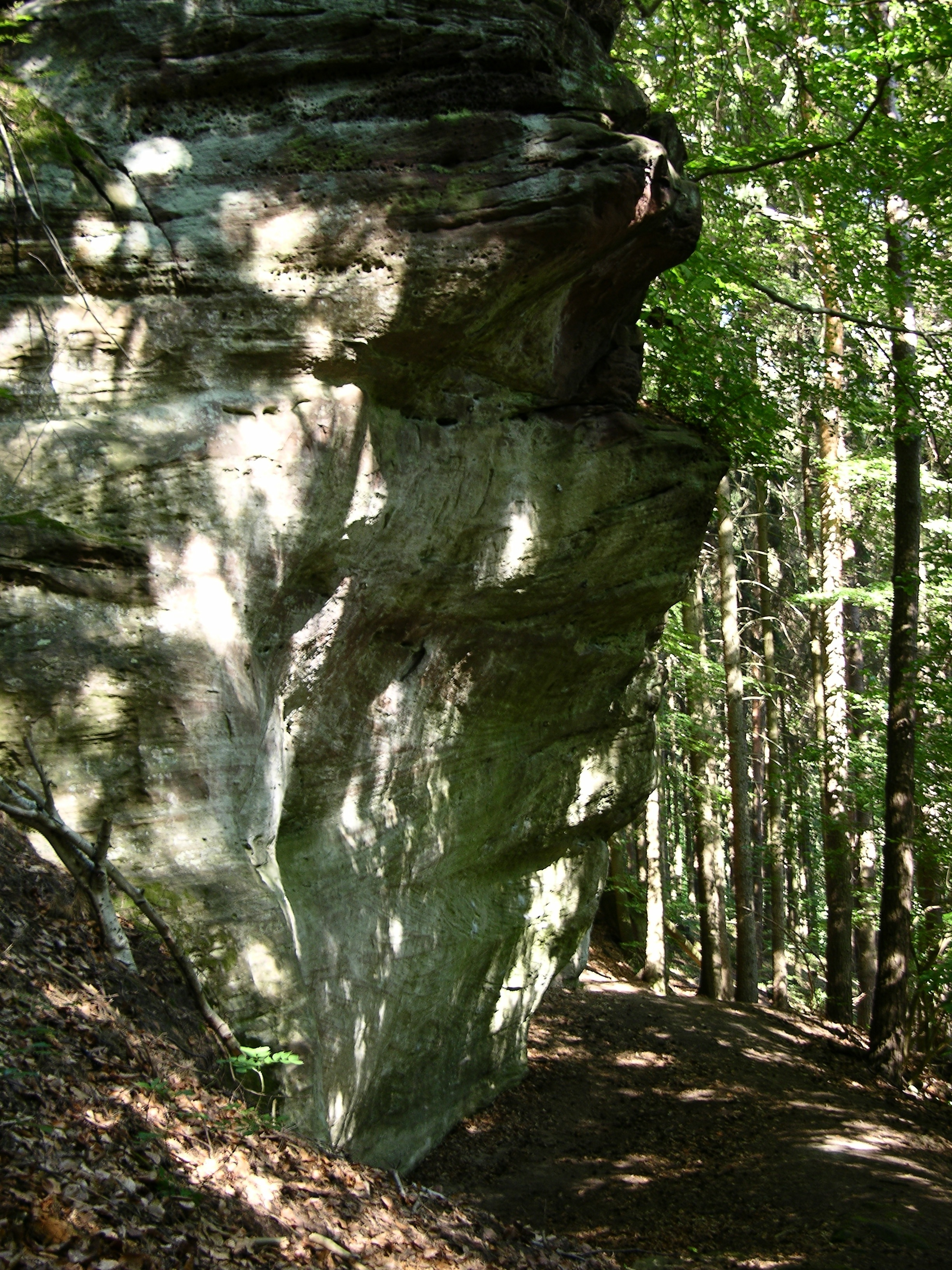
Buntsandsteinabri (hier der Abri IX am Bettenroder Berg bei Reinhausen)

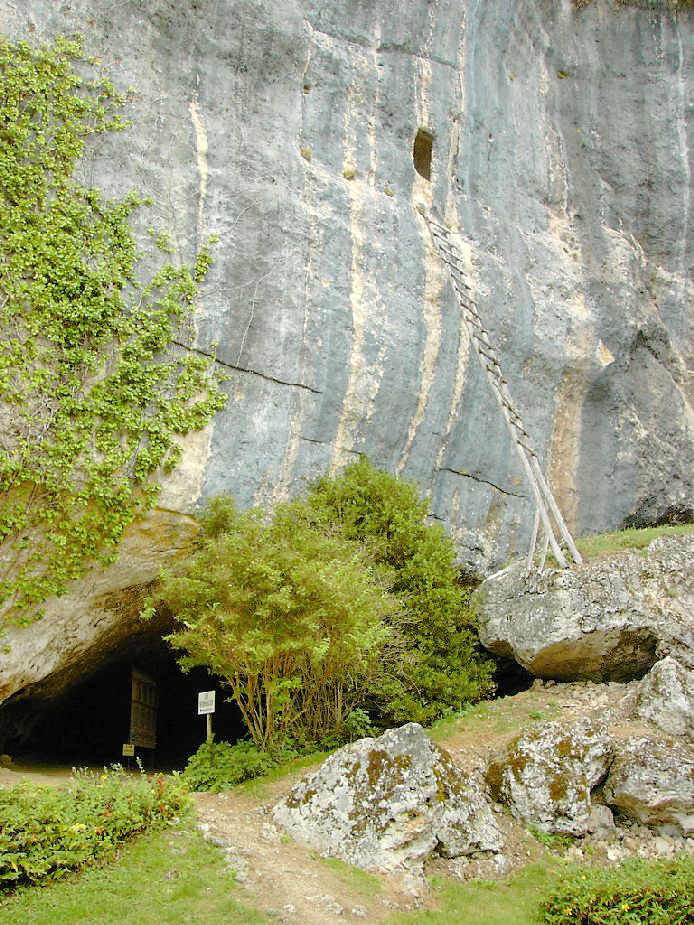
Abri von Laugerie-Basse

Ein Abri (Maskulinum, seltener auch Neutrum; französisch abri) ist ein durch Erosion entstandener, zumeist in Tälern von Buntsandstein- oder Jurakalkgebieten gelegener Felsüberhang. Solche Unterstände werden auch Halbhöhlen genannt (englisch rock shelter), je nach Gestalt auch Felsdach, Felsnische oder Felsvorsprung.
Die schweizerdeutsche Entsprechung ist Balm (abgeleitet auch „Unterstand, Schutz, Obdach“).

## Nutzung
Abris boten den Menschen früherer Zeiten Schutz vor Nässe, Kälte und Wind, weshalb sie zum einen für die Archäologie bezüglich steinzeitlicher Siedlungsspuren, zum anderen für die Zoologie zum Nachweis von Nahrungsresten oder Winterruheplätzen bestimmter Tiere von hoher Relevanz sind. In geschichtlicher Zeit wurden in Frankreich und in der Schweiz Häuser unter großen Abris errichtet und noch bis ins 20. Jahrhundert bewohnt.

## Entstehung
Abris entstehen durch Auswaschung und Salzverwitterung der unteren Partien von Felswänden, etwa aus Buntsandstein. An freistehendem Fels führt die hygroskopische Struktur des je nach Schicht und Wasserzufuhr unterschiedlich empfindlichen Materials zu Wabenverwitterung sowie zu Absandung bei Sandsteinen. Besonders in den glazialen Phasen treten Frostverwitterung und, je nach Lage, auch Korrasionseffekte (Windabtragungen) auf. Auf gleiche Weise entstehen auch Hohlkehlen und in selteneren Fällen auch Pilzfelsen.

### Buntsandstein

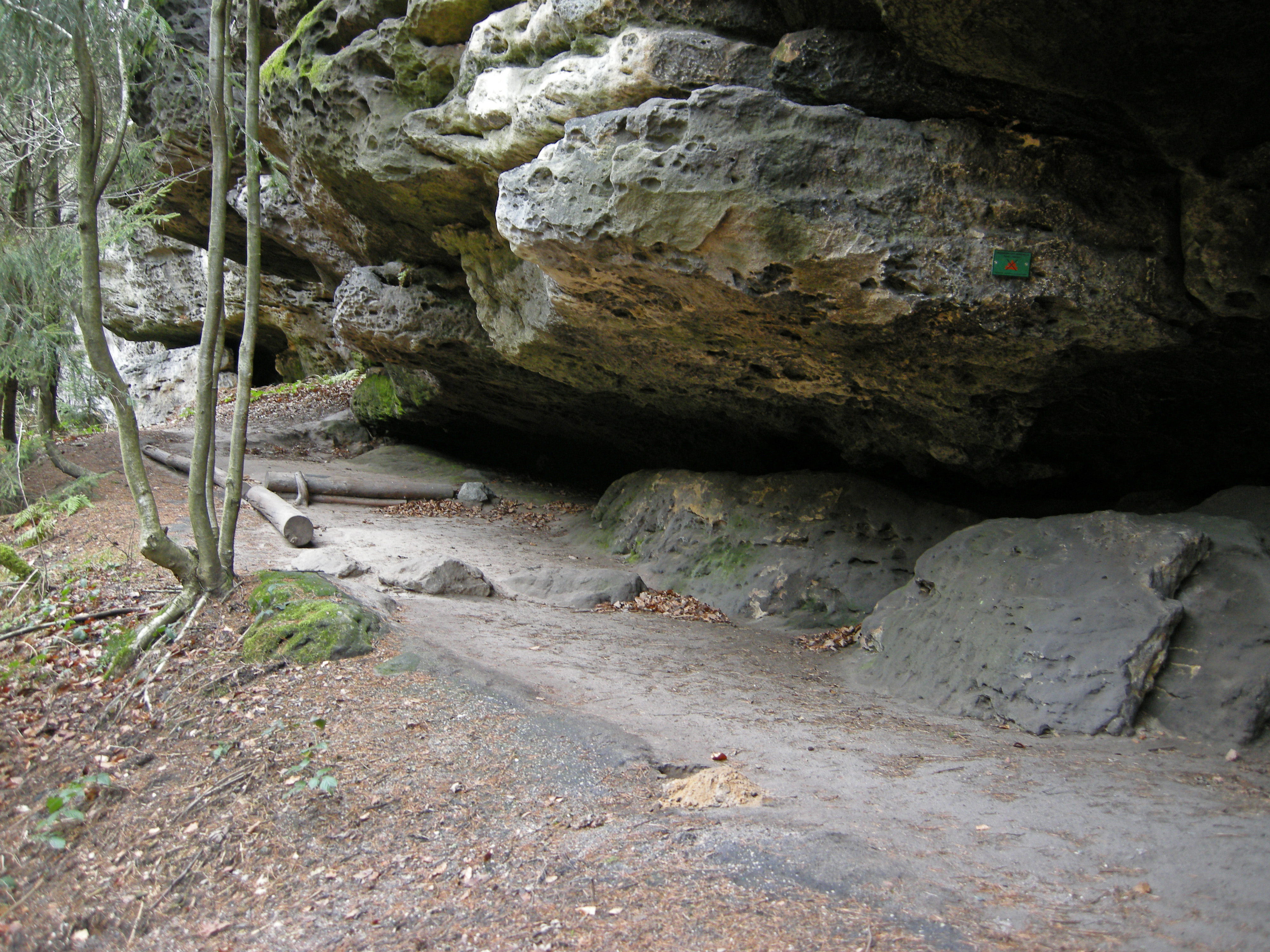
Abri im Elbsandsteingebirge (Goldbachtal bei Sebnitz)

Im Buntsandsteingebiet des südlichen Leineberglandes zwischen den Orten Nörten-Hardenberg, Heiligenstadt und Göttingen befindet sich die größte Gruppe von Abris in Mitteleuropa. Sie finden sich in den schluchtartigen Felstälern zwischen der Leine und dem Eichsfeld oft auf engstem Raum. In einem Gebiet von rund 30 km Länge und 6 bis 10 km Breite sind heute rund 1600 Abris erfasst.

### Kreidesandstein
Auch in den kreidezeitlichen Quarzsandsteinen Sachsens und Böhmens entstanden durch Verwitterung zahlreiche Abris.

### Kalkstein
In Felswänden von Tälern der Kalkgebirge etwa im Südwesten Frankreichs (z. B. im Tal der Vezère) oder der fränkischen Alb (z. B. im Altmühltal) entstanden Felsvorsprünge durch die stärkere Erosion schwacher Gesteinsschichten oder durch Auskolkungen während der Talbildung.

## Archäologie
Zwischen 1978 und 1998 hatte ein interdisziplinäres Erfassungs- und Untersuchungsprojekt der Göttinger Kreisarchäologie mit einer Reihe von Sondagen in Niedersachsen zur Auffindung von über 100 in vorgeschichtlicher Zeit bewohnter Abris geführt. Gute archäologische und geostratigrafische Befunde in den bis über zwei Meter mächtigen Sedimentlagen unter den Felsdächern ergaben sich dabei für die älteren Perioden des Jung- und Spätpaläolithikums und für das Mesolithikum. Funde aus Stein, Knochen und Geweih, gut erhaltene Feuerstellen, Gruben und Steinpflasterungen und verkohlte botanische Reste ermöglichten sehr differenzierte Momentaufnahmen zu den Lagerplätzen früher Jäger und Sammler. In aufeinander folgenden Kulturschichten gefundene Geräte (z. B. die Abri-Audi-Spitzen) bilden die Grundlagen altsteinzeitlicher Chronologien.
Die meisten Spuren unter aufgesuchten Felsschutzdächern stammen aus der letzten Kaltzeit (Weichsel-Kaltzeit). Sie dienten Jägern vielleicht als Basislager. Von einer regelrechten Sammeltätigkeit kann angesichts der Fauna kaum oder nur saisonal ausgegangen werden. Ein solcher Platz wurde eher saisonal aufgesucht, bis die größeren Herdentiere weiterzogen.
Es gibt Anhaltspunkte dafür, dass die offene Seite von Abris möglicherweise mit zeltartigen Konstruktionen aus organischem Material verschlossen wurde. Feuer- und Herdstellen deuten offenbar darauf, dass auch Nahrung zubereitet wurde, wie die Ausgrabungen an der Schneiderkürenalpe im Kleinwalsertal ergaben.
Seit 1978 werden in Nordböhmen Abris unter der Leitung des tschechischen Prähistorikers Jiří A. Svoboda archäologisch untersucht.

## Abris in Europa

### Im deutschsprachigen Raum
Deutschland
- Abris am Bettenroder Berg; besonders Abri IX, Lkrs. Göttingen
- Abri im Pfaffenholz, Altmühltal
- Allerberg bei Reinhausen (Gleichen), Lkrs. Göttingen
- Bad Dürkheim, Drachenfels (Mittlerer Pfälzerwald)  mit Drachenkammer
- Bad Dürkheim, Pfälzerwald, Heidenfels
- Bürgertal (Abri Bürgertal IV), Lkrs. Göttingen
- Felsställe bei Ehingen (Donau), Ortsteil Mühlen
- das Geißenklösterle sowie ein Seitenteil der Sirgensteinhöhle bei Blaubeuren, Teil des UNESCO-Weltkulturerbes „Höhlen und Eiszeitkunst der Schwäbischen Alb“
- Heidenschmiede in Heidenheim an der Brenz, (Mittelpaläolithikum)
- Helga-Abri, Gemarkung Schelklingen im Achtal, Feuerstellen des Magdalénien, des Spätpaläolithikum und des Frühmesolithikums
- Langmahdhalde im Lonetal auf der Schwäbischen Alb (Mittelpaläolithikum, Magdalénien)
- Sesselfelsgrotte (Mittelpaläolithikum, Jungpaläolithikum) und Abri I (Gravettien und Magdalénien), beide in Neu-Essing, Niederbayern
- Stendel (Abri Stendel XVIII), bei Groß Schneen, Friedland (Niedersachsen)

Österreich
- Gradonna, Osttirol
- Hohler Stein von Vent im Naturpark Ötztal
- Der Felsüberhang auf der Schneiderkürenalpe im Kleinwalsertal

Schweiz
- Abri Büttenloch, Kanton Basel-Landschaft
- Abri Chesselgraben, Kanton Solothurn
- Abri Freymond, Kanton Waadt
- Abri Unterkobel, St. Galler Rheintal
- Schweizersbild bei Schaffhausen

### Im übrigen Europa
Frankreich

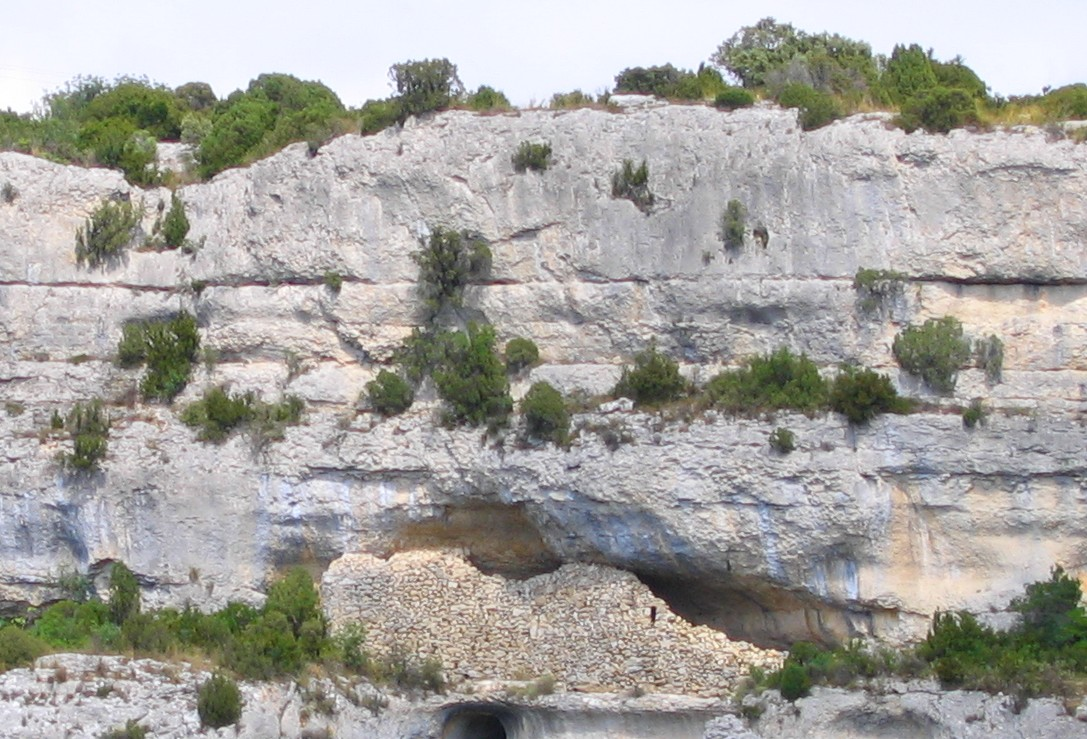
Abri in den Gorges du Briant bei Minerve, Hérault, Frankreich; die Öffnung ist mit aufgeschichteten Bruchsteinen verschlossen.

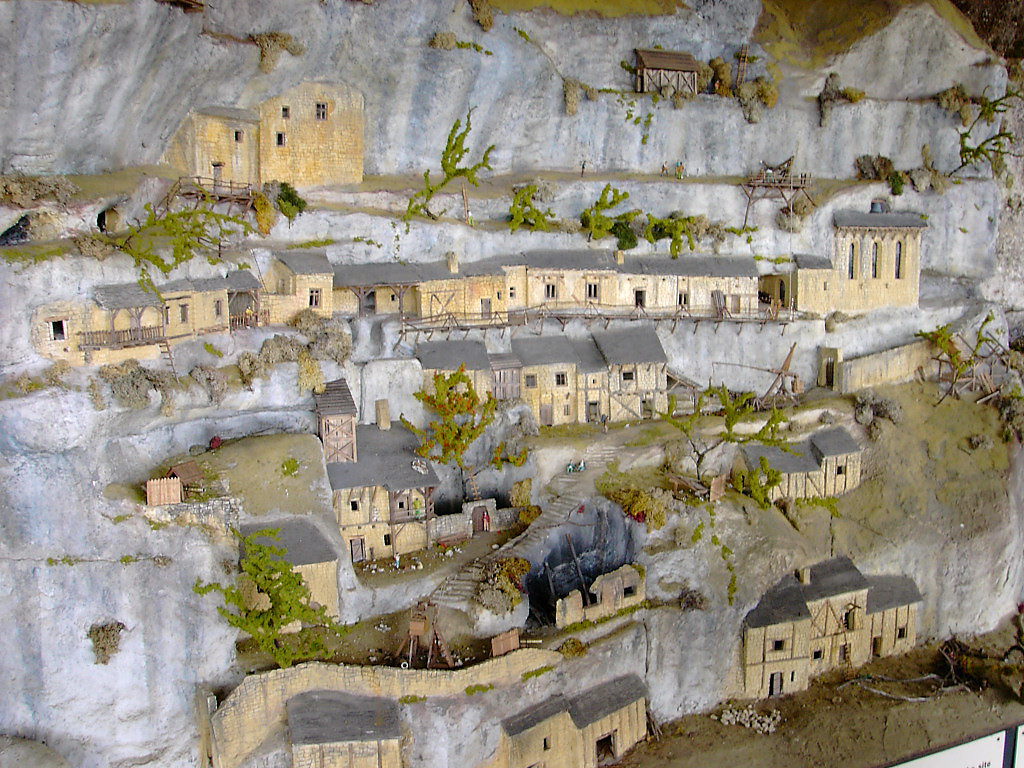
Modell des Abri von Roque Saint-Christophe im Tal der Vezère mit frühneuzeitlicher Nutzung

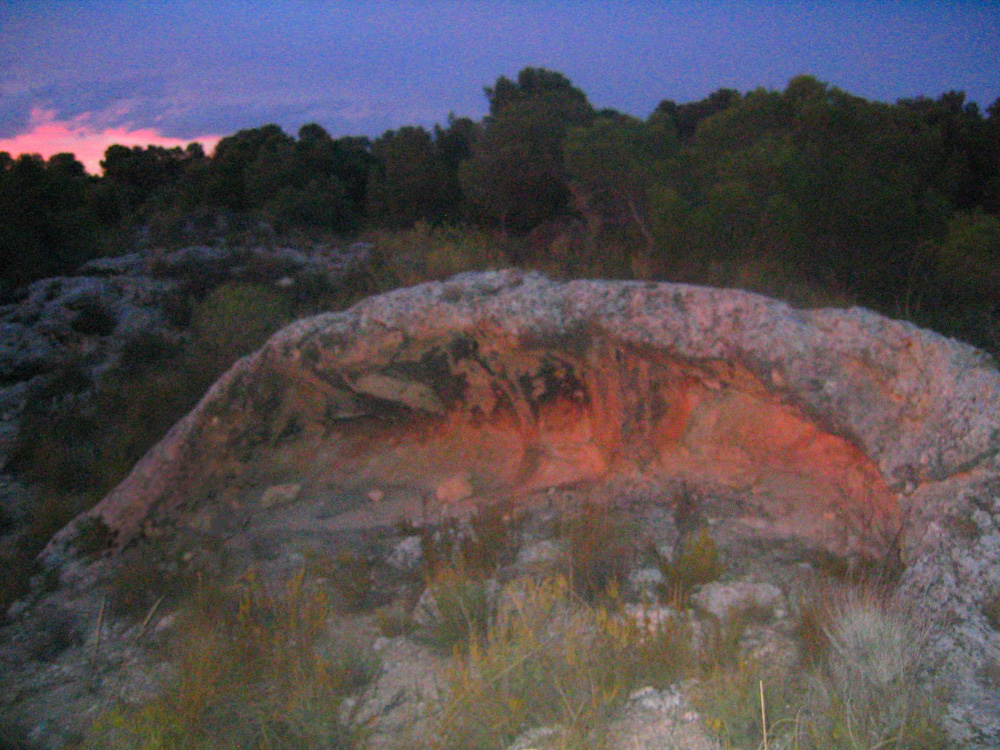
Abrigo de Gorgocil, Murcia, Spanien

- Abri-Audi bei Les Eyzies-de-Tayac-Sireuil im Département Dordogne
- Abri Blanchard (Dordogne)
- Abri Castanet
- Abri Combe-Grenal
- Abri de Cro-Magnon
- Abri du Cheix
- Abris von Les Vachons
- Grotte du Mannlefelsen (Haut-Rhin)
- Roc-aux-Sorciers in Angles-sur-l’Anglin
- Caminade
- Cap Blanc (Abri)
- Castel Merle
- Labattut bei Montignac-Lascaux
- La Cave
- La Madeleine (Abri)
- Abri Roque Saint-Christophe (Dordogne)
- Abri Pataud (Dordogne)
- Le Moustier (Dordogne)
- Movius (Dordogne)
- Abri Reverdit
- La Souquette

Italien
- Riparo Bombrini
- Riparo Dalmeri
- Riparo Solinas
- Riparo Tagliente

Portugal
- Abri da Solhapa
- Abris von Regato das Bouças
- Lagar Velho

Spanien
- Abri Axlor
- Abri de la Dehesa oder Carlos Álvarez, Soria
- Abri de la Viña
- Abri de las Colmenas
- Abri de los Dos Caballos
- Abris von Tormón, Aragonien
- Roca dels Moros, Katalonien
- Kloster San Juan de la Peña, Aragonien
- Setenil de las Bodegas, Andalusien

Schottland
- Abri von Crinan Ferry

## Amerika und Afrika
Auch die Cliff Dwellings genannten Bauten der Anasazi-Indianer im Mesa-Verde-Nationalpark im US-Bundesstaat Colorado stehen zumeist unter großen Felsvorsprüngen; gleiches gilt für viele Lehmbauten und Felsmalereien der Dogon in Mali.